# Дуглас, Уильям, 7-й граф Мортон
Уильям Дуглас, 7-й граф Мортон (англ. William Douglas, 7th Earl of Morton; 1582 — 7 августа 1648) — шотландский аристократ и ревностный католик. Лорд-казначей Шотландии (1630—1636), капитан йоменской гвардии (1635—1649).

## Биография
Сын Роберта Дугласа, мастера Мортона (пропал в марте 1585 года), и Джин Лайон (умерла около 1610 года), дочери Джона Лайона, 8-го лорда Гламиса (умер в 1578). Внук и преемник Уильяма Дугласа, 6-го графа Мортона (1540—1606).
Летом 1602 года ходили слухи, что он, «молодой граф Мортон», женится на Элизабет Стюарт, старшей дочери изгнанного Фрэнсиса Стюарта, 5-го графа Ботвелла, которую описывали как «очень галантную леди».
В сентябре 1606 года после смерти своего деда Уильям Дуглас унаследовал титул 7-го графа Мортона.
В мае 1617 года он путешествовал по Франции и встретился в Бурже с Генри Эрскином, сыном графа Мара и его второй жены, уроженки Франции, Мэри Стюарт. Один из их товарищей заболел, и Мортон спросил, были ли у врачей камни безоара, и они презирали его за то, что он верил в такие вещи. Граф Мортон уехал из Буржа в Лион с графом Ангусом и подумывал о посещении двора курфюрста Пфальца.
Сам граф Мортон заболел в Париже «опасной» и «неизлечимой и смертельной болезнью». Король Яков Стюарт написал графу Мару из Теобальдса 26 марта 1618 года с просьбой принять меры для защиты наследства сына Мортона. Однако Мортон пришел в себя. В 1621 году он был включен в состав Тайного совета Шотландии.
Мортон нарушил приличия при дворе во время смерти Якова I в апреле 1625 года, когда тело короля было находилось у Теобальдса, было замечено, что графы Мортон и Роксбург не присутствовали, но отправились «повеселиться» в Мор-парк с Люси Рассел, графиней Бедфорд.
Граф Мортон был лордом-казначеем Шотландии с 1630 по 1636 год. Он расширил свой дом в замке Абердур в Файфе, построив восточное крыло в стиле Ренессанса, с длинной галереей, выходящей в сад с террасами. В 1633 году он стал кавалером Ордена Подвязки.
16 марта 1638 года ему была выдана королевская хартия на земли, графство и баронство Мортон.
В начале Войны трёх королевств в 1642 году граф Мортон выделил 100 000 фунтов стерлингов на дело роялистов, продав свои поместья в Далките Фрэнсису Скотту, 2-му графу Баклю.
15 июня 1643 года королевской хартией ему были пожалованы Оркнейские и Шетландские острова, подлежащие выкупу у короны при уплате 30 000 фунтов стерлингов.

## Семья
В июне 1602 года прошел слух, что он женится на одной из дочерей графа Ботвелла, которая была «очень галантной леди». 28 марта 1604 года он женился на леди Энн Кейт, дочери Джорджа Кейта, 5-го графа Маришаля (ок. 1553—1623), и Маргарет Хьюм (? — 1598). У супругов были следующие дети:
- Маргарет Дуглас (1610 — 13 марта 1678), вышла замуж в 1626 году за Арчибальда Кэмпбелла, 1-го маркиза Аргайла (1607—1661)
- Энн Дуглас (ум. декабрь 1667), вышла замуж в 1622 году за Джорджа Хэя, 2-го графа Кинноулла (1596—1644)
- Роберт Дуглас, 8-й граф Мортон (ум. 12 ноября 1649), женился на Энн Вильерс (ок. 1610—1654), их сыном был Уильям Дуглас, 9-й граф Мортон (ум.1681)[8] .
- Леди Мэри Дуглас, в 1632 году вышла замуж за Чарльза Сетона, 2-го графа Данфермлина (1615—1672)
- Джеймс Дуглас, 10-й граф Мортон (ум. 25 августа 1686)[8]. Был женат с 1649 года на Энн Хэй, дочери сэра Джеймса Хэя, 1-го баронета. Он сменил своего племянника на посту графа в 1681 году.
- Изабель Дуглас (ум. 1650), 1-й муж с 1643 года Роберт Керр, 1-й граф Роксбург (? — 1649/1650), сын Сэра Уильяма Керра из Кессфорда и джанет Дуглас; 2-й муж с 1656 года — Джеймс Грэм, 2-й маркиз Монтроз (1633—1669), сын Джеймса Грэма, 1-го маркиза Монтроза, и леди Магдален Карнеги
- Николас Дуглас (умер в 1686 году).
- Джин Дуглас (? — 1694), которая вышла замуж за Джеймса Хьюма, 3-го графа Хьюма (? — 1666).
- Агнес Дуглас.